# Квемо-Бари
Квемо-Бари (груз. ქვემო ბარი) — село в Грузии, на территории Онского муниципалитета края (мхаре) Рача-Лечхуми и Нижняя Сванетия.

## География
Село находится в северной части Грузии, на правом берегу реки Барула (левый приток Риони), на расстоянии приблизительно 12 километров (по прямой) к юго-западу от города Они, административного центра муниципалитета. Абсолютная высота — 1034 метра над уровнем моря.

## Население
По результатам официальной переписи населения 2014 года, в Квемо-Бари проживало 50 человек (27 мужчин и 23 женщины). В национальной структуре населения грузины составляли 100 %.
| Год  | Население, человек |
| ---- | ------------------ |
| 2002 | 88                 |
| 2014 | ↘ 50               |